# Томас Айснер
Томас Айснер (англ. Thomas Eisner; 25 червня 1929, Берлін, Німеччина — 25 березня 2011, Ітака, Нью-Йорк, США) — німецько-американський ентомолог й еколог, відомий як «батько хімічної екології». Він був професором хімічної екології у Корнелльському університеті та директором Корнелльського інституту досліджень хімічної екології (CIRCE), світовим авторитетом у галузі поведінки тварин, екології й еволюції, і разом зі своїм колегою з інституту Джерролдом Мейнвальдом був одним із піонерів хімічної екології — дисципліни, яка займається хімічними взаємодіями організмів. Він був автором або співавтором близько 400 наукових статей і семи книг.

## Біографія
Томас Айснер народився 25 червня 1929 року у Берліні, Німеччина. Його батько, Ганс Айснер, був хіміком єврейського походження та співробітником Фріца Габера в Інституті електрохімії кайзера Вільгельма у Берліні; пізніше він очолював кафедру хімії у Корнелльському університеті. Його мати, Маргарет Гайль-Айснер, була художницею. Рятуючись від нацистського режиму, сім'я переїхала до Барселони, а після громадянської війни в Іспанії — до Уругваю. Айснери приїхали до США у 1947 році.
Томас Айснер став натуралізованим американським громадянином і подав заявку на навчання до Корнелльського університету, але отримав відмову. Він здобув ступінь бакалавра та доктора філософії у Гарвардському університеті та вступив на факультет ентомології Корнелла у 1957 році. Він одружився з Марією Айснер, яка була співробітником його лабораторії. У 1964 році він брав участь у відкритті кафедри нейробіології та поведінки, у якій працював до самої смерті.
Окрім наукової роботи, він був пристрасним фотографом природи та відеографом. Його фільм «Секретна зброя» отримав престижну нагороду на Нью-Йоркському кінофестивалі та був названий найкращим науковим фільмом Британською науковою асоціацією. Він також був захопленим піаністом і час від часу диригентом. Айснер помер 25 березня 2011 року від хвороби Паркінсона.
Він був атеїстом.

## Праці

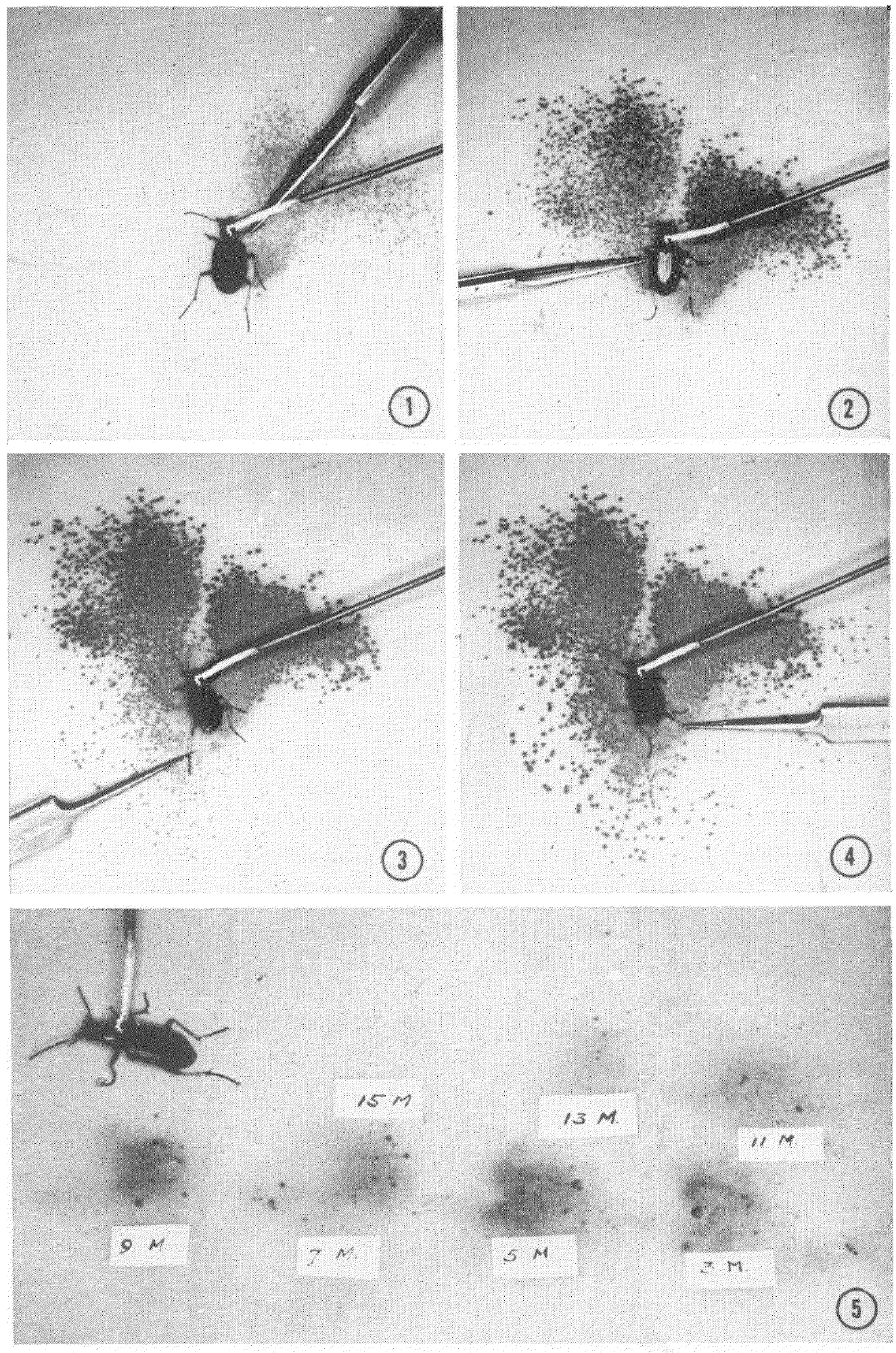
Серія досліджень Айснера та його колег захисної рідини жуків Chlaenius з папером, який темніє у відповідь на хімічні речовини.

Основна робота Айснера була пов'язана з хімічною екологією, головним чином вивченням хімічного захисту комах від хижаків. Деякі з його найвідоміших праць були проведені на жуку-бомбардирові. Ці комахи, як він виявив, утворюють хімічну речовину у своєму тілі та у разі небезпеки виприскують цю шкідливу рідину з отвору у черевній частині.
Польовий біолог із досвідом роботи на чотирьох континентах, він також був активним захисником природи. Він був членом ради директорів Національного Одюбонівського товариства, Національної наукової ради охорони природи та Ради Інституту світових ресурсів. Він очолював Американське товариство натуралістів і був головою біологічної секції Американської асоціації сприяння розвитку науки. Айснер відіграв провідну роль у започаткуванні Програми стипендіатів Конгресу у Вашингтоні, округ Колумбія, а також докладав зусилля для збереження диких територій у Флориді та Техасі.
Крім того, Айснер був членом Національної академії наук, Американської академії мистецтв і наук й Американського філософського товариства. Він отримав численні нагороди, зокрема премію Тайлера за досягнення у галузі охорони довкілля, медаль Сторіччя Гарвардського університету, Національну наукову медаль 1994 року та премію Льюїса Томаса. Він також мав почесні ступені університетів Швеції, Німеччини, Швейцарії та США, а також був іноземним членом Лондонського королівського товариства. Айснер також був членом Німецької національної академії наук Леопольдини та Європейської Академії.
У 2008 році Національна академія наук присудила Айснеру премію Джона Карті.

## Нагороди та відзнаки
- Newcomb Cleveland Prize[en] (1967)
- Professor of Merit Award, Корнелльський університет (1973)
- Премія Вільяма Проктера за наукові досягнення (1986)
- Медаль Карла Ріттера фон Фріша, ФРН (1988)
- Harvard Centennial Medal[en] (1989)
- Премія Тайлер (1990)
- Національна наукова медаль США (1994)[14]
- Distinguished Service Award, American Institute of Biological Sciences[en] (1996)
- Green Globe Award, Rainforest Alliance (1997)
- премия Льюїса Томаса (2005)
- Grand Prix de la Fondation de la Maison de la Chimie (2006)
- Премія Джона Карті (2008)[15]